# Eiken, Aargau
Eiken (schweizertyska: Äike) är en ort och kommun i distriktet Laufenburg i kantonen Aargau, Schweiz. Kommunen har 2 447 invånare (2023).